# جاسم بودي
جاسم مرزوق بودي، (1956)، سياسي وصحفي واقتصادي كويتي، ورئيس مجلس إدارة مجموعة الراي الإعلامية.

## عن حياته
جاسم بودي خريج جامعة الكويت - كلية التجارة قسم إدارة أعمال، وهو مالك جريدة الراي الكويتية، ورئيس مجلس إدارة قناة الراي التلفزيونية، له العديد من المقالات المنشورة في عدة مواقع وصحف كويتية ومنها (جريدة أكاديميا) و(موقع الراي) و(جريدة أجيال).

## بعض مناصبه
- شريك مؤسس ورئيس مجلس إدارة (شركة بودي كروب) في دولة الكويت.
- رئيس مجلس إدارة مجموعة الراي الاعلامية.
- نائب رئيس مجلس إدارة شركة طيران الجزيرة.
- رئيس مجلس إدارة شركة شركة سيتي باص.
- رئيس مجلس إدارة شركة بودي للانشاءات.
- رئيس مجلس إدارة الشركة الآسيوية للمقاولات.